# 哈萨克斯坦LGBT权益
女同性恋，男同性恋，双性恋和跨性别（LGBT）权益在哈萨克斯坦的法律和社会领域中都没有保障。在哈萨克斯坦，同性性行为是合法的，但同性伴侣和家庭没有办法获得与异性已婚夫妇同样的法律保护。

## 同性性行为的合法性
哈萨克斯坦从1998年开始将男性或女性的同性性行为合法化。同意年龄是16岁。
1997年以前，《哈萨克斯坦刑法典》第104条习惯将“肛交”定为犯罪。这一立法遵循了前苏联相应的第121条，该条只对男性之间的肛交进行专门的定罪。

## 性别认同和表达
从2003年开始，跨性别者可以在哈萨克斯坦的官方身份证件上改变其法定性别。想要改变性别的人必须接受几次医学检查和30天精神病评估的“性别认同障碍”诊断。2011年制定了新的指导方针，只有在进行了性別重置手術，心理医学检查，激素治疗和绝育手术后，才允许更换身份证件。此外，21岁以下的人不得在其官方身份证件上更改性别。

## 兵役
LGBT人群被禁止在军队服役。

## 宣传禁令
2015年5月26日，哈萨克斯坦宪法委员会宣布一项待决法案，禁止“非传统的性取向宣传”的法案违宪。理事会因为措辞模糊而拒绝。该裁决于2015年2月获得哈萨克斯坦议会上院参议院通过，并被交由努尔苏丹·纳扎尔巴耶夫总统签署。它已经得到了下院馬日利斯的批准。人权观察组织说：“哈萨克斯坦的宪法委员会通过驳斥这一宣传法案，为通过歧视性立法开了一个重要的先例。”

## 公众意见
2015年5月，LGBT社交网络PlanetRomeo发布了首个同志快乐指数（GHI）。来自120多个国家的男同性恋者被问及他们如何看待社会对同性恋的看法，他们如何体验他人对待他们的方式以及他们对生活的满意程度。哈萨克斯坦排在第118位，位于加纳之上，布基纳法索之下，全球GHI指数为29。

## 生存现状
哈萨克斯坦的LGBT人士在日常生活中经常面对性取向或性别认同的歧视和偏见。对同性恋的消极态度的表现形式，如社会排斥，辱骂，暴力往往造成受害者的身体、心理和情感上的伤害。为了避免不赞成非异性恋的性取向的人所带来的危险，许多LGBT人士选择隐藏性取向或性别认同。大多数人认为有必要在工作场所隐藏自己的性取向或性别认同，以保住工作，避免老板和同事的敌意。试图向警方举报对同性恋和跨性别的暴力行为往往会遭到执法人员的阻止甚至敌视。
芝加哥大学2011年的跨国研究表明，在俄罗斯或其他前苏联共和国，接受LGBT人士的趋势在减缓或逆转，这与世界趋势截然相反。

## 概况

哈萨克斯坦同志旗

| 同性性行为合法                                       | （自1998年） |
| 同意年龄平等                                         | （自1998年） |
| 反就业歧视法律                                       | 否           |
| 提供商品和服务的反歧视法律                           | 否           |
| 在所有其他领域的反歧视法律（包括间接歧视，仇恨言论） | 否           |
| 同性婚姻                                             | 否           |
| 同性伴侣关系                                         | 否           |
| 同性伴侣收养继子女                                   | 否           |
| 同性伴侣联合收养                                     | 否           |
| 同性恋军人允许公开服役                               |              |
| 有权改变法律性别                                     | （自2003年） |
| 女同性恋试管婴儿                                     | 否           |
| 男同性恋情侣商业代孕                                 | 否           |
| 男男性接触人群（MSM）允许献血                        | 否           |